# Churchtown (Man)
Churchtown is een klein dorp op het eiland Man. Het ligt ten zuiden van de A3 Castletown - Ramsey.
Churchtown ligt in de civil parish Lezayre en hier ligt ook de parochiekerk Lezayre Church, omzoomd door twee grote kerkhoven die samen ongeveer 1½ hectare groot zijn. Vanaf de A3 is Churchtown nauwelijks te zien, met uitzondering van de kerk en het Lezayre War Memorial, een monument voor de gevallenen uit de parochie tijdens de Eerste Wereldoorlog (23) en de Tweede Wereldoorlog (11). Lezayre War Memorial staat langs de A3.

## Isle of Man TT en Manx Grand Prix

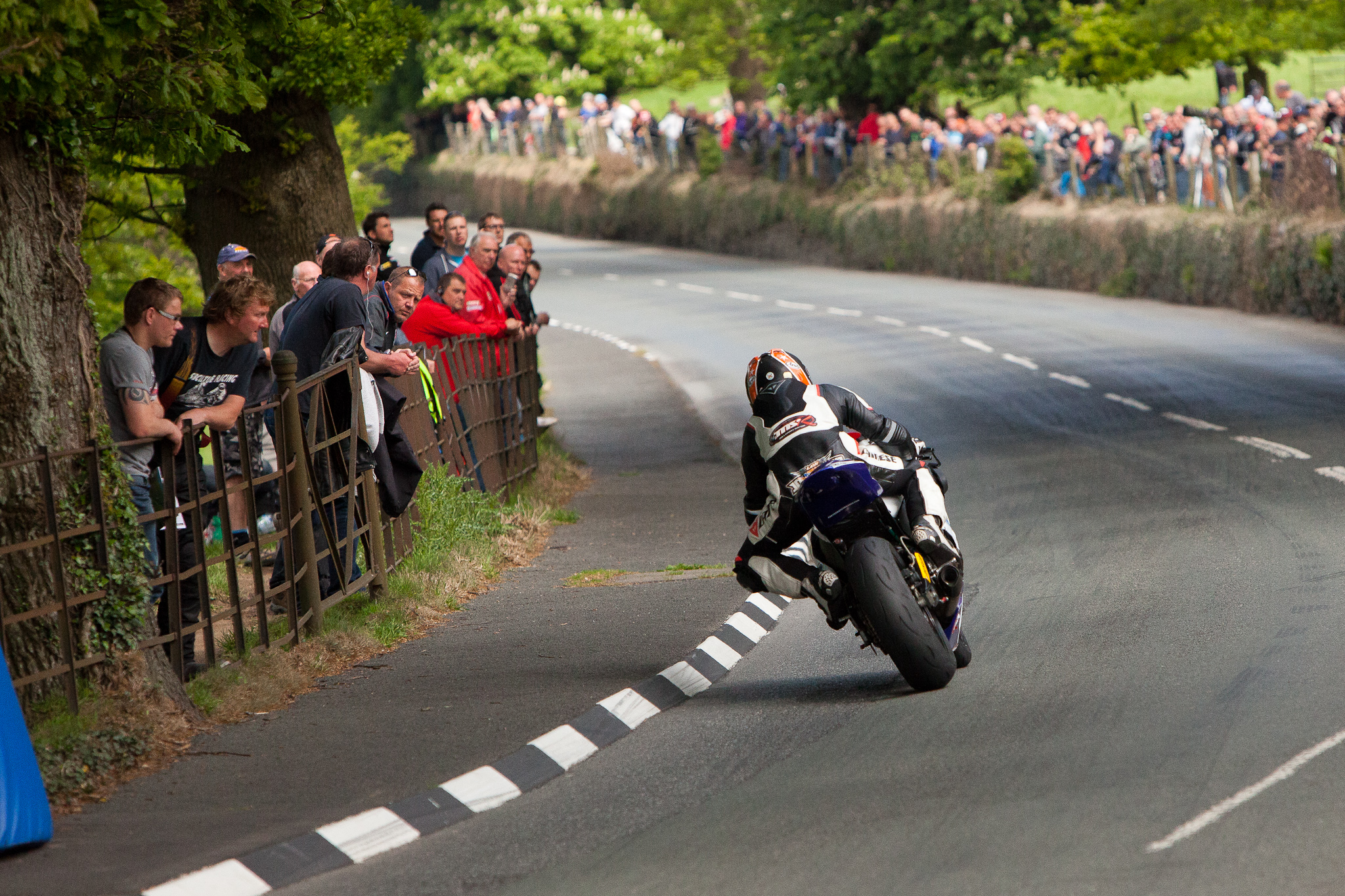
Deelnemer aan de Superstock TT in 2013 net voorbij Lezayre War Memorial. Het blauwe kussen links in beeld staat tegen de "K-tree"

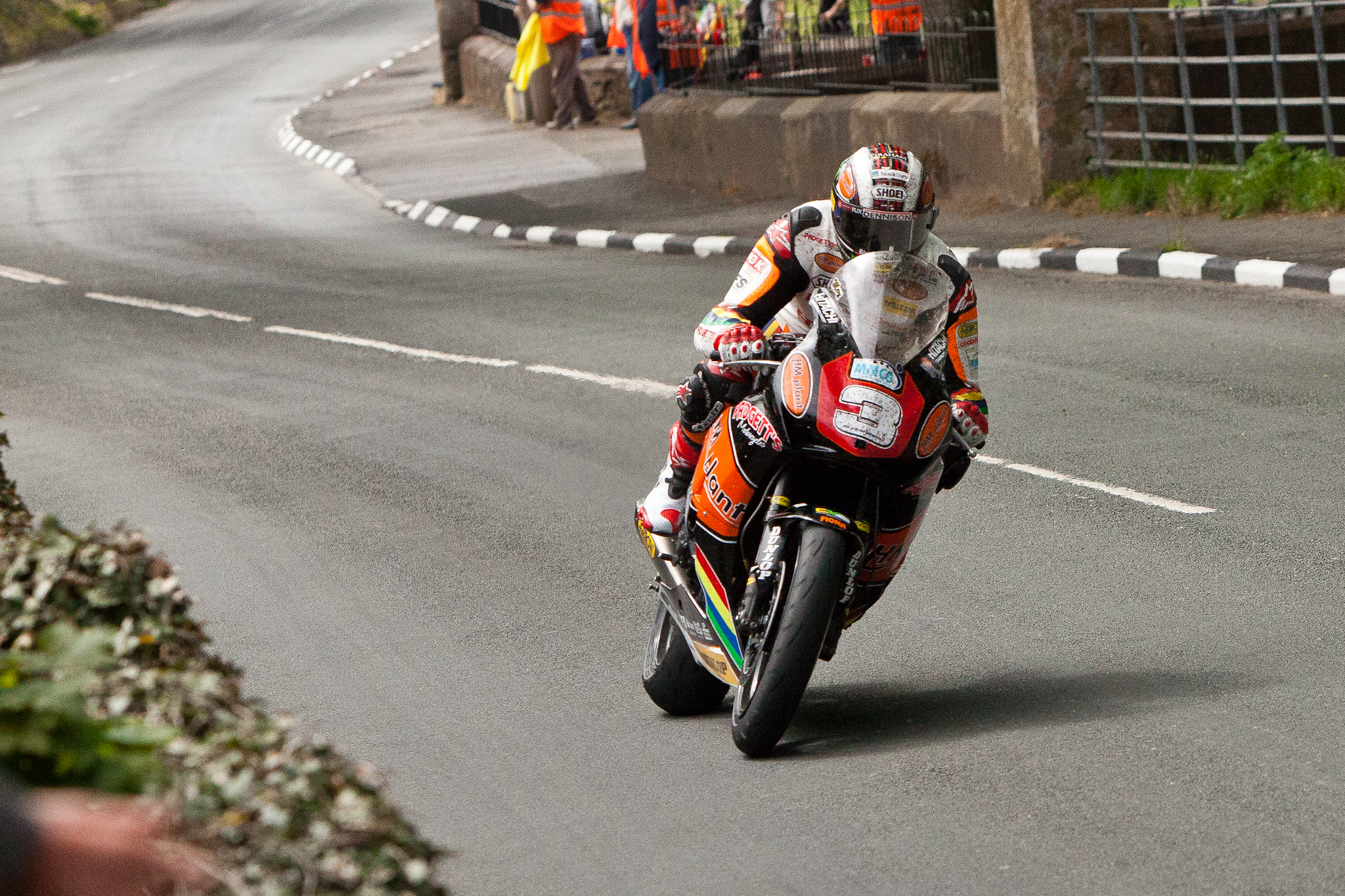
John McGuinness stuurt bij de "K-tree" de bocht in, op weg naar de derde plaats in de Superstock TT van 2013

De A3 maakt hier ook deel uit van de Snaefell Mountain Course, het stratencircuit dat gebruikt wordt voor de Isle of Man TT en de Manx Grand Prix. Churchtown maakte ook al deel uit van de Four Inch Course die van 1908 tot 1922 werd gebruikt voor de RAC Tourist Trophy.

### Circuitverloop
Na de S-bocht Glentramman rijden de coureurs ongeveer 1,5 kilometer richting Milntown over de "Churchtown section". De toprijders nemen dit hele stuk volgas, maar een voorwaarde is wel dat ze het circuit goed kennen. John Surtees vond dat je gemakkelijk in verwarring kon raken, maar ook dat hij hier veel tijd kon winnen op minder ervaren rijders. Ray Knight, die de handleiding "TT Rider's Guide" schreef, vond dat het niet in delen te leren was: "Je moet het inprenten als een complete sectie". Joey Dunlop waarschuwde dat een rijder goed op zijn rijlijn en de juiste versnelling moest letten, omdat de verkanting verraderlijk was.

#### Glentramman Loop Road
Na de S-bocht Glentramman rijden de coureurs ongeveer 1,5 kilometer richting Milntown over de "Churchtown section". Voor ze daar komen passeren ze een Y-splitsing, waar ze de linker weg moeten volgen. Tegenwoordig is het duidelijk de doorgaande A3, maar in het verleden ontstond er weleens verwarring met de rechter weg, de Glentramman Loop Road. Deze loopt echter alleen achter de Lezayre Church langs en komt vanzelf bij het oorlogsmonument weer terug op de A3. George O'Dell, in 1977 wereldkampioen in de zijspanklasse, kwam er in 1974 onvrijwillig terecht. Hij had voor de 750 cc zijspanklasse een 680 cc König-tweetaktmotor geleend van Bill Boddice (de vader van Mick Boddice), maar die liep net voorbij Temple Corner vast. De machine raakte in een slip en de combinatie O'Dell/Boldison gleed achterstevoren de Loop Road in. Daar stonden veel auto's van toeschouwers, maar met veel geluk wisten zie die allemaal te missen.

#### 22e Mijlpaal, Caravan
Iets voorbij de Y-splitsing komen de coureurs in een flauwe rechterbocht weer in een soort tunnel van bomen terecht, waardoor het zonlicht wegvalt. Dit punt wordt Caravan genoemd en hier staat ook de 22e mijlpaal van de Mountain Course.

#### Lezayre War Memorial, Ballakillingan, K-tree en Conker Fields
500 meter na de Y-splitsing passeren de coureurs het oorlogsmonument dat op de splitsing staat waar de Loop Road weer op de A3 uitkomt. Tegenover de Loop Road ligt Ballakillingan Farm (Manx: boerderij van O'Killingan of McKillingan), waar tegenwoordig de "Silly Moos" (gekke koeien) camping ligt. Het hierop volgende circuitdeel is omzoomd door paardenkastanjes ("Conker Trees"). Toen een coureur dit circuitdeel ooit beschreef als "het stuk bij Ramsey tussen de kastanjes" wist iedereen wat hij bedoelde en sindsdien is "Conker Fields" onder coureurs een ingeburgerde naam. De kastanjebomen hebben door hun wortelgroei veel invloed op het wegdek, maar veel zijn er al geveld omdat ze dood waren. In de eerste linker bocht na Lezayre War Memorial, waar de coureurs zoveel gas geven dat ze een wheelie maken, ligt een trottoir in de binnenbocht. Dat kan gevaar opleveren voor de coureurs en daarom hebben fans een witte "K" (Kerb) op een van de bomen geschilderd. Deze specifieke boom valt toch al op, omdat hij als enige buiten de omheining van Ballakillingan Farm staat en daarom ook wordt beschermd met een stootkussen. De schilders hebben daar rekening mee gehouden: de "K" staat boven dit kussen.

## Gebeurtenissen bij Churchtown
- Op 1 juni 1996 verongelukte Stephen Tannock met een Honda RC 30 tijdens de Formula One TT.
- Op 31 mei 1996 verongelukte Mick Lofthouse met een 250 cc Spondon-Yamaha bij Sky Hill.

op 31 mei 2018 verongelukte Dan Kneen van het Tyco BMW team tijdens de training van de Ilse of Man.

## Trivia
- De kunstenares Rachael Clegg maakte in 2013 een kalender voor de Isle of Man TT met naaktfoto's op verschillende locaties. Dat deed ze bij de K-tree door een grote "K" op haar lichaam te schilderen. Het lukte niet in één keer; toen ze (nog enigszins gekleed) bezig was met schilderen droop de verf in haar panty en haar kruis. De tweede keer ging het beter: ze liet zich fotograferen tussen de koeien van Ballakillingan Farm. De gebruikte foto werd naast de boom gemaakt.
- Jimmie Guthrie raakte in de Churchtown Section een schaap, zonder te vallen. Tegen de tijd dat het bericht de Britse kranten haalde was het al een hele kudde geworden.

## Geboren
- Dervla Kirwan (24 oktober 1971), actrice

(Markante punten in cursief zijn onofficiële punten of worden alleen gebruikt binnen Marshal Sectors)
1e mijl:
TT Grandstand ·
Nobles Park ·
St Ninian's Crossroads ·
Bray Hill ·
Ago's Leap ·
Quarterbridge Road ·
1st Milestone ·
2e mijl:
Wal Handley Memorial Seat ·
Quarterbridge ·
Port-y-Chee Meadow ·
Braddan Bridge ·
Jubilee Oak ·
Braddan Bridge House ·
Braddan Depot ·
Snugborough (Cronk Dhoo) ·
2nd Milestone ·
3e mijl:
Union Mills (Mullen Dhoo, Mwyllin Dhoo Aah, Mullin Doway) ·
Railway Inn ·
Ballahutchin Hill (Elm Bank Hill) ·
3rd Milestone ·
4e mijl:
Ballafreer ·
Glenlough ·
Ballagarey Corner ·
Glen Vine (Glen Darragh) ·
Ballabeg ·
4th Milestone ·
5e mijl:
Crosby ·
Crosby Left (Vicarage Corner) ·
Crosby Cross-Roads ·
5th Milestone ·
6e mijl:
Crosby Hill (Ballaglonney Hill of Halfway Hill) ·
Halfway House (The Waggon & Horses) ·
St Trinian's ·
The Highlander ·
Greeba Verandah ·
Pear Tree Cottage ·
Greeba Castle ·
6th Milestone ·
7e mijl:
Appledene (Shimmin's Corner) ·
Central Valley (Greeba Gap) ·
Greeba Bridge ·
The Hawthorn ·
Knock Breck ·
Gorse Lea ·
7th Milestone ·
8e mijl:
Ballagarraghyn ·
Ballacraine ·
Ballaspur ·
Ballig ·
8th Milestone ·
9e mijl:
Ballig Bridge ·
Doran's Bend ·
Laurel Bank ·
9th Milestone ·
10e mijl
Glen Moar Mill ·
Black Dub ·
Quarter-Distance Marker ·
The Vaish ·
Glen Helen (Glen Rhenass) ·
Sarah's Cottage ·
Creg Willey's Hill ·
10th Milestone ·
11e mijl:
Lambfell Beg ·
Lambfell (Moar) Cottage ·
Cronk-y-Voddy (Cronk-y-Voddy Straight) ·
Cronk-y-Voddy Cross Roads ·
Molyneux's ·
Cronk Bane Farm ·
11th Milestone ·
12e mijl:
Drinkwater's Bend ·
Handley's Corner (Cronk-y-Fedjag, Ballamenagh) ·
12th Milestone ·
13e mijl:
McGuinness's (Shoughlaigue Bridge) ·
Ballaskyr ·
Barregarrow Cross Roads (Cronk Aashen) ·
Barregarrow ·
Little Bray ·
Barregarrow Bottom ·
Cammal Farm ·
Cronk Urleigh ·
13th Milestone ·
14e mijl:
Ballalonna Bridge ·
Westwood Corner ·
Ballakinnag ·
14th Milestone ·
15e mijl:
Douglas Road Corner ·
Glen Wyllin Corner ·
The Mitre ·
Dave Saville Memorial Seat ·
Kirk Michael ·
The White House ·
15th Milestone ·
16e mijl:
Birkin's Bend ·
Rhencullen ·
Bishopscourt ·
Bishopscourt Farm Bends ·
Bishopscourt Straight ·
Orrisdale North ·
16th Milestone ·
17e mijl:
Dub Cottage (Bishop's Dub) ·
Alpine Cottage ·
Balla Cobb ·
17th Milestone ·
18e mijl:
Ballaugh Bridge ·
Ballaugh ·
Gwen's ·
Ballacrye Corner ·
Ballacrye ·
18th Milestone ·
19e mijl:
Quarry Bends ·
Ballavolley ·
Wildlife Park ·
Sulby Straight ·
Half-distance Marker ·
19th Milestone ·
20e mijl:
Sulby ·
Sulby Glen Hotel ·
Sulby Crossroads ·
Sulby Bridge ·
20th Milestone ·
21e mijl:
Ginger Hall ·
Kerrowmoar ·
21st Milestone ·
22e mijl:
Glen Duff ·
Glentramman ·
Temple Corner (Water Through Corner) ·
Glentramman Loop Road ·
Churchtown ·
Caravan ·
22nd Milestone ·
23e mijl:
Lezayre War Memorial ·
Ballakillingan ·
Conker Fields ·
K-tree ·
Sky Hill ·
Milntown Cottage (Pinfold Cottage) ·
Milntown Bridge (Glen Auldyn Bridge) ·
Milntown ·
Gardener's Lane ·
23rd Milestone ·
24e mijl:
Lezayre Road ·
School House Corner (Crossags, Russel's Corner) ·
Parliament Square ·
Queen's Pier Road ·
Ramsey Depot ·
Cruickshanks Corner ·
May Hill ·
24th Milestone ·
25e mijl:
Whitegates ·
Stella Maris ·
Ramsey Hairpin ·
Little Gooseneck ·
Water Works Corner ·
Ballure Reservoir ·
Mountain Section ·
Tower Bends ·
25th Milestone ·
26e mijl:
Gooseneck ·
Joey's (26th Milestone) ·
27e mijl:
Guthrie's Memorial ·
The Cutting ·
27th Milestone ·
28e mijl:
Milligan's Bridge ·
Mountain Mile ·
28th Milestone ·
29e mijl:
Three-Quarter distance marker ·
Mountain Box (East Mountain Gate, East Snaefell Gate) ·
29th Milestone ·
30e mijl:
Casey's (Rice's Corner, George's Folly) ·
Black Hut (Stonebreakers Hut, Shepherd's Hut) ·
John Smyth Memorial Shelter ·
Verandah ·
30th Milestone ·
31e mijl:
Bungalow Bridge ·
Stonebridge ·
Les Graham Memorial ·
Bungalow Bends ·
McIntyre Box ·
Murray's Museum ·
Joey Dunlop Memorial ·
The Bungalow ·
31st Milestone ·
32e mijl:
Hailwood's Rise ·
Hailwood's Height ·
Brandywell (West Mountain Gate, Beinn-y-Phott Gate, Bungalow Gate) ·
Duke's (32nd Milestone) ·
33e mijl:
Windy Corner (Nobles Corner) ·
Nobles Park Road ·
Slieu Lhost Quarry ·
Thirty-Third (33rd Milestone) ·
34e mijl:
Keppel Gate (Clarke's Corner) ·
Kate's Cottage (Shepherd's House) ·
34th Milestone ·
35e mijl:
Creg-ny-Baa (the Keppel Hotel) ·
Gob-ny-Geay (Sunny Orchard) ·
35th Milestone ·
36e mijl:
Brandish Corner (Telegraph Hill, O'Donnell's en Upper Hillberry Corner) ·
Hillberry Corner ·
36th Milestone ·
37e mijl:
Glen Dhoo Farm ·
Hillberry Road ·
Cronk-ny-Mona ·
Johnny Watterson's Lane ·
Signpost Corner ·
Bedstead Corner ·
The Nook ·
37th Milestone ·
38e mijl:
Bemahague ·
Governor's Bridge ·
Governor's Dip ·
Glencrutchery Road ·
38th Milestone